# Clinidium rosenbergi
Clinidium rosenbergi är en skalbaggsart som beskrevs av Bell 1970. Clinidium rosenbergi ingår i släktet Clinidium och familjen hakbaggar. Inga underarter finns listade i Catalogue of Life.